# БИЧ-7
БИЧ-7 — опытный самолёт построенный по аэродинамической схеме «бесхвостка», конструкции Бориса Ивановича Черановского.

## История
После успешных испытаний БИЧ-3 Черановский в течение 1927—28 годов занимался проектом двухмоторного бомбардировщика БИЧ-5 с двигателями BMW VI и продувкой в аэродинамической трубе различных вариантов моделей самолётов, выполненных по схеме «летающее крыло». А в 1929 году, используя результаты проведённых работ, построил самолёт БИЧ-7, являвшимся дальнейшим развитием БИЧ-3.
Новая машина, по сравнению с БИЧ-3, была двухместной с отдельными открытыми кабинами, имела поршневой двигатель Bristol Lucifer мощностью 100 л.с. и в полтора раза большую площадь крыла. Рули направления находились на законцовках крыльев, без килей. Шасси одноколёсное, с костылями в хвосте и на концах крыльев. В основном по причине неудачной конструкции шасси и, как следствие, затруднённого разбега самолёт так и не был поднят в воздух.

## Модификация
БИЧ-7А — Модификация БИЧ-7.
После ряда усовершенствований, включающих в себя изменение шасси с одноколёсного на более традиционное — двухколёсное пирамидальной схемы с подхвостным костылём; установку закрытой кабины сужающейся к задней части с переходом в киль, что позволило улучшить управляемость самолёта из-за более эффективного обдувания руля направления струёй воздуха от воздушного винта. Механизация крыла состояла из закрылок (по два на крыле), которые могли работать как вместе так и по отдельности — в этом случае крайние выполняли функции элеронов.
Испытания самолёта проводил Н. П. Благин. Первые полёты выявили недостаток при котором, из-за относительно большой площади рулей высоты, возникало повышенное давление на ручку управления, что было исправлено установкой на задней кромке закрылок отогнутых вниз пластинок. БИЧ-7А показал хорошую устойчивость на всех режимах полёта, не имел тенденции к потере скорости на виражах и в целом управление машиной, по словам летавших на ней лётчиков, ничем не отличалось от управления самолётами нормальной схемы.
Логическим развитием конструкции БИЧ-7А являлся спроектированный В. А. Чижевским в Бюро особых конструкций самолёт БОК-5.

### Лётно-технические характеристики
Источник данных: В. Б. Шавров «История конструкций самолетов в СССР до 1938 г.»

Технические характеристики
- Экипаж: 2
- Длина: 4,7 м
- Размах крыла: 12,2 м
- Высота:
- Площадь крыла: 30 м²
- Масса пустого: 627 кг
- Нормальная взлётная масса: 880 кг
- Масса топлива во внутренних баках: 93 кг (включая масло)
- Силовая установка: 1 × ПД Bristol Lucifer
- Мощность двигателей: 1 × 100 л.с. (1 × 75 кВт)

Лётные характеристики
- Максимальная скорость: 165 км/ч (у земли)
- Нагрузка на крыло: 29,3 кг/м²